# TV-året 1972

## Händelser

### Oktober
- BBC startar text-TV.

## TV-program
- Premiär för Barnjournalen med Bengt Fahlström
- Premiär för barnprogrammet Tårtan med bland andra Jan Lööf och Krister Broberg

### Sveriges Radio-TV
- 5 januari – Oh Mein Poppe, Jonas Simas dokumentärfilm om Nils Poppe.
- 7 januari – Premiär för komediserien Fredag med familjen Kruse med Ingvar Kjellson, Monica Zetterlund, Martin Ljung, med flera.
- 15 januari – Premiär för barnprogrammet Niklas önskedjur.
- 18 januari – Dags att deklarera med mera, skämtsam information med Eva Rydberg, Björn Skifs och Sveriges jazzband.
- 20 januari – Start för en ny omgång av den engelska dramaserien Familjen Ashton.
- 22 januari – Premiär för underhållningsserien Luftpastejen med Sveriges jazzband och gästartister.
- 23 januari – TV-pjäsen Tango med Nils Eklund, Marianne Stjernqvist, Tommy Johnson, med flera.
- 4 februari – Premiär för familjeserien Stora skälvan med Staffan Hallerstam, Gunilla Thunberg, Eddie Axberg, med flera.
- 13 februari – Jo, hej du! Söndagsmagasin från Sundsvall med Fredrik Burgman och gäster.
- 16 februari – TV-pjäsen Påhopp med bland andra Nils Ahlroth, Carl-Hugo Calander och Leif Hedberg.
- 18 februari – Premiär för Våra favoriter, underhållning med Gnesta-Kalle och gästartister.
- 1 mars – Premiär för komediserien Han och jag med Gösta Bernhard och Sten-Åke Cederhök. Del 1 av 4.
- 11 mars – Seriestart för Snapphanepojken av Max Lundgren och Bo Sköld. I rollerna bland andra Krister Henriksson och Wanja Basel.
- 12 mars – Vi i femman med Berndt Friberg.
- 22 mars – Premiär för barnserien Experimentlek.
- 29 mars – TV-pjäsen Hemkomsten med Georg Rydeberg, Tomas von Brömssen, Roland Söderberg, med flera.
- 31 mars – Vid pianot: P. Ramel, Sven Olssons trio underhåller.
- 1 april – Krogshowen Albin & Greta med Lill Lindfors och Svante Thuresson.
- 4 april – Start för underhållningsserien En gång till med bland andra Inga Gill, Hans Wahlgren och Charlie Elvegård. Del 1 av 8.
- 7 april – Premiär för en ny omgång av barnserien Ville, Valle och Viktor med Jörgen Lantz, Anders Linder och Hans Wigren.
- 8 april – Zarah, Zarah Leander med Arne Hülphers och Sveriges Radios symfoniorkester.
- 11 april – TV-showen Bygdeblad med Owe Thörnqvist, Lena Hansson, Agneta Lindén och Lasse Kühler.
- 16 april – TV-pjäsen Hundarna med bland andra Lars-Erik Berenett, Ulla Blomstrand och Gösta Ekman.
- 19 april – Fridens kilovatt och rivaler, rockgala från Tyrol i Stockholm.
- 30 april – Om dessa buskar kunde tala, en folkparksscen minns med Mona Andersson, Inga Gill och Olof Thunberg.
- 3 maj – Hagge Geigerts revy 1972 med Eva Rydberg, Sune Mangs, Sten Ardenstam, Lena Hansson, med flera.
- 6 maj – Hej Siw! Det första av fyra underhållningsprogram med Siw Malmkvist och gästartister.
- 7 maj – TV-pjäsen Trummor i natten med bland andra Per Ragnar, Ulla Blomstrand och Sven Lindberg.
- 17 maj – Kent Andersson och Bengt Bratts pjäs Hemmet med bland andra Maria Hörnelius, Birgitta Palme och Dan Sjögren.
- 26 maj – Burleska bravader, sketcher och infall med Janne ”Loffe” Carlsson och Gösta Wälivaara. Del 1 av 4.
- 6 juni – Bilder & ballader med Astri och Evert Taube, ett möte med konstnärsparet Astri och Evert Taube.
- 10 juni – Premiär för Dans på Skogmans loge med Thore Skogman, Eva Bysing och gästartister.
- 14 juni – Start för Auktion med Karl Erik Eriksson på Skansen.
- 21 juni – Kent Anderssons och Bengt Bratts pjäs Sandlådan med bland andra Kerstin Tidelius, Sven Wollter och Maria Hörnelius.
- 23 juni – Midsommar i Ransäter, underhållning med Gunde Johansson, Zarah Leander, Sven-Ingvars och Tage Erlander.
- 26 juni – Premiär för Sommarkväll från Brunnsparken i Örebro med Charlotte Reimerson och gäster.
- 1 juli – Premiär för underhållningsserien Gröna nöjet med Sif Ruud, John Harryson och gästartister.
- 2 juli – Bill och Bus, barnprogram med Bert-Åke Varg, Gunn Wållgren, Torsten Lilliecrona, med flera.
- 4 juli – Premiär för Långdansen, frågesport med Lennart Hyland.
- 6 juli – Barnprogrammet Kul på verandan, Sten & Stanley sjunger visor och berättar sagor för små och lite större.
- 7 juli – Premiär för musikprogrammet Opopoppa med Claes af Geijerstam, Kisa Magnusson och gästartister.
- 8 juli – Premiär för Sommarlätt, underhållning med Catrin Westerlund och gäster.
- 29 juli – Start för en ny omgång av barnprogrammet Fablernas värld.
- 3 augusti – Premiär för Barnjournalen med Bengt Fahlström.
- 26 augusti – Start för sändningar från OS i München.
- 29 augusti – Premiär för den amerikanska deckarserien Columbo med Peter Falk.[1]
- 4 september – Premiär för En sky av vittnen, engelsk deckarserie i fem delar om Lord Peter Wimsey.
- 9 september – Benny Hill, underhållning med Benny Hill och sånggruppen The Ladybirds. Del 1 av 4.
- 10 september – Äventyrsserien De hemligas ö med bland andra Rolf Sohlman, Björn Glemme och Ann-Sofie Kylin.
- 11 september – Start för höstens omgång av Kvällsöppet med Per Grevér.
- 11 september – Grammisgalan under ledning av Magnus Härenstam och Brasse Brännström.
- 16 september – Andra omgången av underhållningsserien Strapetz med Lasse Berghagen och gästartister.
- 21 september – Premiär för Under samma tak, amerikansk dramaserie i 13 avsnitt.
- 23 september – Premiär för den amerikanska deckarserien McCloud med Dennis Weaver.[2]
- 1 oktober – Säsongspremiär för Nygammalt med Bosse Larsson, Bröderna Lindqvist och gästartister.
- 5 oktober – Premiär för den brittiska dramaserien Onedinlinjen.
- 6 oktober – Premiär för TV-serien N.P. Möller, fastighetsskötare med Nils Ahlroth.
- 7 oktober – Minns du den sången, populärmusik med Gals and Pals, Lill-Babs och Östen Warnerbring. Del 1 av 4.
- 9 oktober – Ny säsong av debattprogrammet Pejling med Herbert Söderström.
- 13 oktober – Premiär för underhållningsserien I morron e' de' lörda' med Östen Warnerbring och gästartister.
- 23 oktober – TV-pjäsen Kreugers svindlande affärer med Meta Velander, Gösta Bredefeldt och Helge Skoog.
- 30 oktober – August Strindbergs pjäs Spöksonaten med Allan Edwall i huvudrollen.
- 2 november – Premiär för Gomidda, matlagningsprogram med Hatte Furuhagen.
- 8 november – Premiär för komediserien Herrarna i hagen med Sune Mangs och Jarl Borssén. Del 1 av 8.
- 17 november – Premiär för TV-serien Bröderna Malm med Stig Grybe, Ulf Brunnberg, Olof Thunberg, med flera.
- 27 november – Seriestart för Carin Mannheimers dramaserie Dela lika med Inger Hayman, Maria Hörnelius, Lars-Erik Berenett, med flera.
- 30 november – Årets julkalender är Barnen i Höjden.[3]
- 6 december – Premiär för Rävspel, en serie i tre delar av Bosse  Andersson och Göran Holmberg.
- 22 december – Öst-träff i träslottet, musikalisk uppesittarkväll med familjen Öst och Family Four.
- 23 december – Skärgårdsflirt, folklustspel i tre delar med Gösta Bernhard, Hjördis Petterson, Sten-Åke Cederhök, med flera.
- 24 december – Dans kring granen, jullekar och ringdanser med Thore Skogman.
- 25 december – Taube, Stockholm och mycket annat, Sven-Bertil Taubes film om pappa Evert och familjen.
- 26 december – Showen KaRAMELlodier från Berns med Povel Ramel, Brita Borg, Martin Ljung, Gunwer Bergkvist, med flera.

## Födda
- 9 februari – Linda Lindorff, svensk TV-programledare.
- 30 augusti – Musse Hasselvall, svensk skådespelare, regissör, kampsportsprofil samt TV-programledare.
- 7 oktober – Olle Palmlöf, svensk radiopratare, TV-programledare och komiker.
- 18 oktober – Ylva Hällen, svensk programledare, författare och TV-producent.
- 18 december – Victoria Dyring, svensk TV-programledare och producent.

## Avlidna
- 16 oktober – Leo G. Carroll, 85, brittisk skådespelare (Mannen från UNCLE).

### Fotnoter
1. ↑  Columbo  i Svenska dagstidningar 29–30 augusti 1972. KB.
2. ↑  McCloud  i Svenska dagstidningar 24 september 1972. KB.
3. ↑  ”Jultradition”. Arkiverad från originalet den 25 april 2012. https://web.archive.org/web/20120425112719/http://www.jultradition.se/tv.htm. Läst 26 mars 2011.